# 瓦尔希迪·帕尔
瓦尔希迪·帕尔（匈牙利語：Várhidi Pál，1931年11月6日—2015年11月12日），匈牙利男子足球运动员，司职后卫。他曾代表匈牙利参加1960年夏季奥林匹克运动会足球比赛，获得一枚铜牌。